# Чунишине (станція)
Чуни́шине —пасажирський залізничний зупинний пункт Лиманської дирекції Донецької залізниці (до грудня 2014 р. — Ясинуватської дирекції) на лінії Рутченкове — Покровськ між станціями Селидівка (16 км) та Покровськ (8 км). Розташована в селищі Чунишине Покровського району Донецької області.

## Історія
Станцію Чунишине побудувано у 1914—1915 роках. Назва походить від дублюючої найменування населеного пункту Зелене — Чунихіна, за прізвищем тодішніх власників земель. Офіційно тимчасовий вантажний та пасажирський рух на ділянці Гришине — Селидівка через Чунишине відкрито у грудні 1915 року, регулярний — у січні 1917 року. У травні 1917 року призначено  курсування пасажирського поїзда № 22/21 Гришине — Рутченкове з вагонами 2—4-го класу. Рейсом на Рутченкове цей поїзд прослідував Чунишине о 03:29—03:32, на Гришине — о 12:56—13:00.
Станом на 1917 рік колійний розвиток станції Чунишине складався з 9 колій, в тому числі 2 тупиків. Серед споруд слід відмітити пасажирську будівлю, криту й відкриту товарні платформи, пакгауз, орендні ділянки під склади вантажів, дві пасажирські платформи. Фактично, постійний рух залізницею Рутченкове — Гришине розпочався у 1923 році, коли по станції Чунишине працювали 8 станційних працівників.
Обсяги навантаження по самій станції Чунишине як за царський, так і за радянський період були відносно невеликими. Наприклад, у 1923 році тут було прийнято 493 т вантажів, відправлено — 343 т вантажів (в т. ч. вугілля — 221 т). За 3 останні місяці 1924 року прибуття й відправлення вантажів по Чушининому склало 127 т і 248 т різних вантажів, відповідно. У 1923—1924 господарчому році тут було відвантажено 733 т, в 1924-25 господарчому році — 230 т вугілля. Вугілля споживалося залізницями країни. Після жовтня 1924 року відправлення вугілля взагалі відсутнє. Станом на 1934 рік, тут було прийнято близько 500 т, а відправлено — близько 90 т вантажів. Поблизу роздільного пункту у 1920—1950-х роках  працювали дрібні копальні: Єленінський рудник (№ 7), шахти № 6 і 53 «Чунишине» тощо, — які мали ґрунтові і рейкові вузькоколійні під'їзні шляхи до станції. Насипи деяких під'їзних колій, а також залишки териконів окремих шахт збереглися до нашого часу.
Станція Чунишине, в першу чергу, була збудована для примикання тупикової залізничної колії до рудників Західно-Донецького кам'яновугільного і Надєждо-Мар'їнського товариств (станція Сазонове), а також англо-франко-бельгійського анонімного товариства Гришинських копалень і шахт братів Чечик (станція Бельгійський). Майже вся вантажна робота станції Чунишине була пов'язана із оперуванням вантажопотоками вказаних вище підприємств. Найбільшими з них були рудники Західно-Донецького і Гришинського товариств, які продовжували відвантажувати вугілля і після громадянської війни. Останні згадки про рудник Західно-Донецького товариства датовані 1928 роком, а рудник товариства Гришинських копалень, більш відомий за радянських часів як шахта імені Т. Шевченка, працював до 1990 року.
Залізнична колія Чунишине — Сазонове була відкрита у грудні 1917 року як вантажна, із перспективою відкриття тут у найближчій перспективі пасажирського руху. Але на ділі пасажирські (робітничі) потяги тут ходили лише після Другої світової війни — до 1960-х років, до налагодження регулярного руху автобусів від Красноармійського до селища шахти імені Т. Шевченка. Пасажирообіг на дільниці Чунишине — Бельгійський був невеликим. Проте, вантажообіг був досить великим; на Бельгійський роз'їзд з перших років експлуатації залізниці щоденно курсував вантажний поїзд під локомотивом депо станції Гришине (Покровськ) без перепричеплення вагонів по Чунишиному.

## Події лютого 1943 року
Нині закрита станція Чунишине також відома подіями Другої світової війни, які мали місце в районі. У лютому 1943 року станція була переднім рубежем оборони 4-го гвардійського Кантемирівського танкового корпусу. Оскільки поруч знаходиться залізничний вузол Красноармійське, станція відігравала ключову роль і в забезпеченні військ вермахту. То ж не дивно, що в боях за Чушинине брали участь не лише танкісти, але й льотчики.
В ніч на 11 лютого 12-та гвардійська танкова бригада (Ф. М. Лихачов), посилена десантом мотострілецького протитанкового батальйону, отримала завдання перетнути автодорогу Дніпропетровськ — Сталине і зайняти оборону в Зеленому, Ново-Зеленому, на станціях Чунишине, Бельгійський. До 11:00 ранку завдання було виконано. Оскільки перед вступом в станційне селище один з радянських танків поламався, противник помітив наближення передового загону, і німецький гарнізон станції відбув на паровозі в напрямку Селидівки. Через кілька годин авангард 12-ї гвардійської танкової бригади (3 танка) був контратакований мотопіхотою противника (до 80 автомашин). До 17:00 противник підтягнув артилерію, міномети, вивантажив живу силу і колоною в 40 автомашин почав обхід Чунишиного зліва. Хоча контратака і не була несподіваною, до ночі на 12 лютого противник зайняв частину станційного селища, потіснивши 12-й гвардійську танкову бригаду. Всього ввечері в складі бригади значилося 4 танка і 3 гармати. У ніч на 12 лютого командування 12-ї гвардійської танкової бригади зняло охорону зі станції Бельгійський для задіяння її по Чунишиному, куди вже було вислано 4 танка з десантом піхоти. Після нічного бою становище кантемирівців на станції було відновлено. Тим часом, противник активізував свої дії і просочився в район Ново-Зеленого. О 5:00 ранку штаб 12-ї гвардійської танкової бригади перемістився в більш безпечне місце — на північно-західну околицю Красноармійського. До вечора противник потіснив авангард 12-ї гвардійської танкової бригади, який був змушений залишити Чунишине. У ніч на 13 лютого невелика група 12-ї гвардійської танкової бригади (4 танка, 2 протитанкові гармати і 60 осіб) вибила противника з Чунишиного, відновивши втрачені напередодні позиції. Противник, втративши 4 танка, 2 гармати, 3 міномети і до 70 чоловік, залишив позиції на станції. Були взяти полонені з дивізій СС «Вікінг» і «Тотенкопф». Однак, це були практично останні успіхи кантемирівців. Противник, вміло використавши рельєф місцевості, обстрілював Чунишине протягом дня. До 17:00 14 лютого батальйон автоматників противника обійшов Чунишине справа і зліва. Противник посилював артилерійський і мінометний вогонь. Перевага на боці противника в техніці була 3-4-кратною, а в живій силі — 8-кратною. Авангард 12-ї гвардійської танкової бригади відступив з Чунишиного в Ново-Зелене, зайнявши оборону на цегельному заводі. Бої на північ від станції Чунишине тривали до 18 лютого.

## Сучасний стан
До самого свого закриття — 1 вересня 2013 року — станція Чунишине використовувалася як роз'їзд, тобто для схрещення вантажних і приміських пасажирських поїздів. Колійний розвиток станції було остаточно демонтовано на початку 2014 року. Пасажирський рух через Чунишине припинено влітку 2014 року.
До 1 вересня 2013 року Чунишине мало статус вантажно-пасажирської станції.
Через військову агресію Росії на сході України транспортне сполучення припинене.

## Галерея

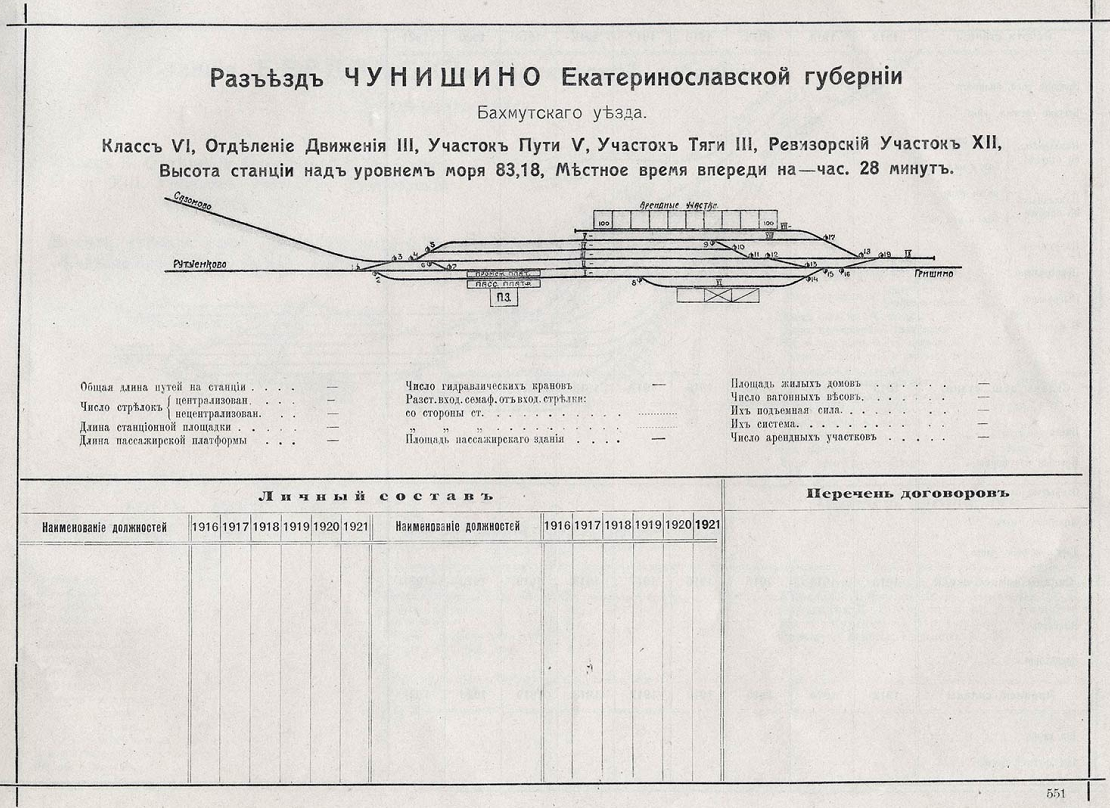
Колійний розвиток станції Чунишине у 1917 році
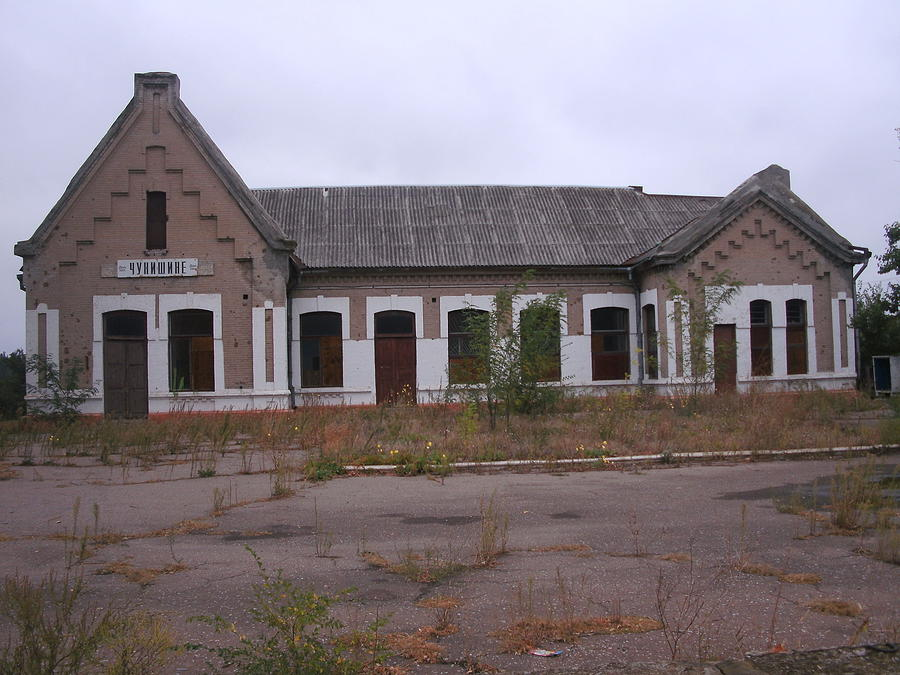
Вокзал Чунишине (2015)
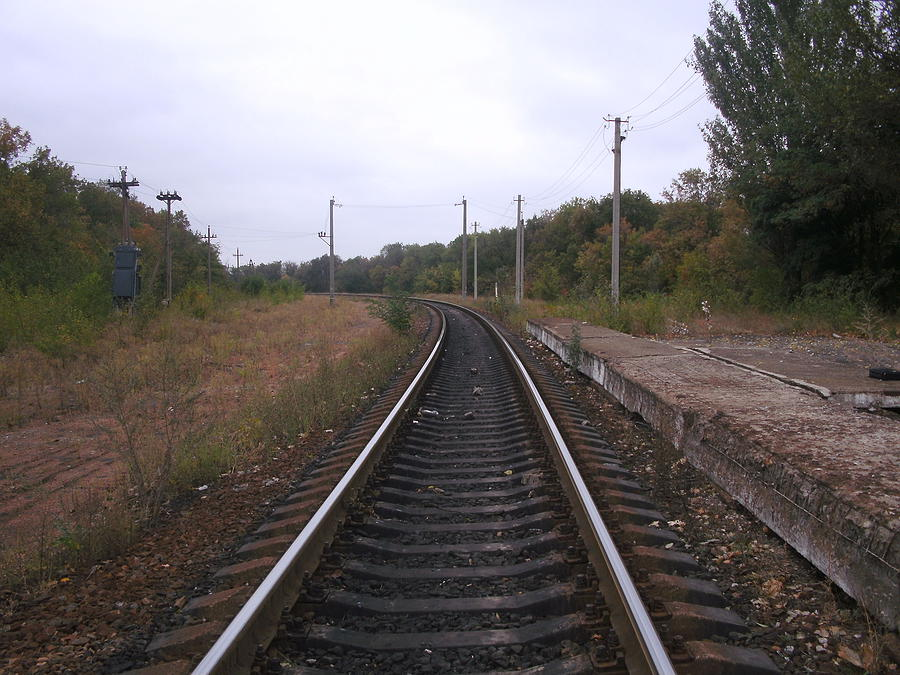
Краєвид у напрямку станції Покровськ
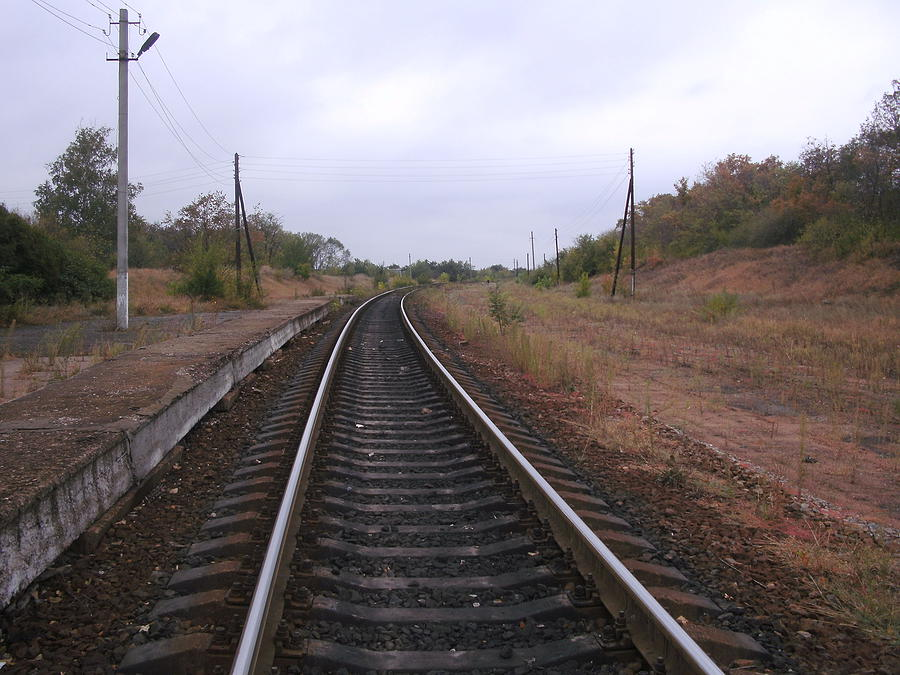
Краєвид у напрямку станції Селидівка